# Tema de Quersoneso
El tema de Quersoneso (en griego: θέμα Χερσῶνος, thema Chersōnos), originalmente y formalmente llamado Klimata ( τὰ Κλίματα) fue un tema bizantino (provincia civil-militar) localizado en el sur de Crimea, alrededor de la ciudad de Quersoneso.
El tema fue oficialmente establecido a comienzos de la década de 830 y fue un importante emporio comercial en el mar Negro. A pesar de la destrucción de la ciudad de Querson en la década de 980, el tema se repuso y prosperó, sobreviviendo hasta ser parte del Imperio de Trebisonda después de la Cuarta cruzada en el 1204.

## Historia
La región había estado bajo control romano y bizantino hasta el comienzos del siglo VIII, cuando terminó bajo dominio jázaro. La autoridad bizantina fue restablecida por el emperador Teófilo (r. 829–842), quién mostró interés en el del litoral norte del Mar Negro y especialmente sus relaciones con el jázaros. Los historiadores tradicionalmente datan el establecimiento de Quersoneso como tema ca. 833/4, pero trabajos recientes lo han vinculado a la misión bizantina para construir la nueva capital jázara en Sarkel en 839, identificando a Petronas Kamateros, el arquitecto de Sarkel, como el primer gobernador del tema (estratego) en 840/1. La nueva provincia fue al principio llamada ta Klimata, «los distritos/regiones», pero debido a la prominencia de la capital, Quersoneso, para 860 era mencionado incluso en documentos oficiales como el «tema de Quersoneso».
La provincia jugó un papel importante en las relaciones bizantinas con los jázaros y, tras el final de estos como potencia, con sus sucesores pechenegos y la Rus de Kiev. Fue una base de diplomacia bizantina más que militar, dado que las fuerzas militares en el tema parecen haber sido pequeñas y constaban principalmente de una milicia local para autodefensa. Su debilidad está subrayada por la estipulación, en los tratados bizantinos con la Rus de los años 945 y 971, de una garantía de que estos defenderían el asentamiento bizantino en contra de los búlgaros del Volga.
Quersoneso prosperó durante los siglos IX y X como centro comercial de Mar Negro, a pesar de la destrucción de la ciudad por Vladimiro I de Kiev en 988/9. La ciudad se recuperó deprisa: las fortificaciones fueron restauradas y extendidas al puerto a principios del siglo XI. Al mismo tiempo, posiblemente después de la derrota de Jorge Tzul en 1016, el tema fue extendido a Crimea oriental, como evidencia el título de Leo Aliates como «estratego de Quersoneso y Sougdaia» en 1059. La región fue perdida otra vez en el siglo XI tardío ante los cumanos. Casi nada se sabe de Quersoneso en el siglo XII, aparentando ser un periodo bastante tranquilo. Quersoneso y su provincia quedaron bajo control bizantino hasta la desmantelación del Imperio por la cuarta cruzada en 1204, cuándo pasaron a la soberanía del sucesor Imperio de Trebisonda, siendo llamado Peratea.

## Administración
El tema de Quersoneso aparece a ha sido organizado de forma típica, con la corte estándar de oficiales temáticos, como un turmarca de Gotia mencionado a finales del siglo XI, así como los funcionarios fiscales y de aduana llamados Comerciario. Las ciudades del tema, aun así, parece haber tenido autonomía considerable con respecto a su gobierno, como muestra que Quersoneso estuviera administrada por magnates locales (arcontes) bajo un prótevo («el primero»). La ciudad también tuvo el derecho de acuñar sus monedas, habiéndolo hecho bajo el emperador Miguel III (r. 842–867), y siendo durante mucho tiempo la única ceca provincial fuera de Constantinopla. Su autonomía se ve también en el hecho de que el gobierno imperial pagó subsidios anuales (pakta) a los dirigentes de ciudad, como era el caso de gobernantes aliados y en el consejo del emperador Constantino Porfirogéneto (r. 913–959) en su De Administrando Imperio al estratego local respecto a la posibilidad de un levantamiento en la ciudad: cesar el pago de los subsidios y trasladarlos a otra ciudad en el tema. A finales del siglo el tema fue gobernado por un catapán.